# PopLlama Records
PopLlama Records — американский независимый рекорд-лейбл основанный в 1984 году продюсером Конрадом Уно. Вначале Уно записывал в студии (расположенной в подвале его дома в Сиэтле) собственный материал. Первым альбомом выпущенном на лейбле был дебютный диск группы The Young Fresh Fellows The Fabulous Sounds of the Pacific Northwest, музыканты которой сами попросили продюсера помочь с изданием их материала. После этого Уно основал лейбл, чтобы помогать независимым музыкантам выпускать свои записи. На протяжении 1980-х активно продюсировал материал, как правило для своих друзей, который впоследствии издавался на PopLlama Records.
PopLlama называют одним из лейблов «благодаря которому сформировалась музыкальная сцена Сиэтла», наряду с другими рекорд-лейблами северо-западного региона: C/Z Records, Estrus Records и EMpTy Records. Во многом этому статусу поспособствовал выпуск пластинок групп The Young Fresh Fellows и The Posies в 1980-х. Помимо этого, на лейбле были выпущены релизы таких исполнителей, как: как Dharma Bums, Nevada Bachelors, The Presidents of the United States of America, The Squirrels и The Smugglers, а также многих других андеграундных артистов.

## Список исполнителей лейбла
- Capping Day
- Dharma Bums[англ.]
- Fastbacks[англ.]
- Girl Trouble[англ.]
- Jimmy Silva
- Nevada Bachelors[англ.]
- The Pickets
- PK Dwyer[англ.]
- The Posies
- The Presidents of the United States of America
- Pure Joy
- Rally Go!
- Red Dress
- Richard Peterson
- The Smugglers[англ.]
- The Squirrels[англ.]
- The Walkabouts
- The Young Fresh Fellows[англ.]